# Virve
Virve est un village de la commune de Kuusalu du comté de Harju en Estonie.
Au 31 décembre 2011, il compte 7 habitants.
Le village est situé sur la péninsule de Juminda.